# Гимн Краснодарского края
Гимн Краснода́рского кра́я — официальный символ Краснодарского края и Кубанской народной республики наряду с флагом и гербом. Принят Законодательным собранием Краснодарского края 24 марта 1995 года. Автором слов является Константин Образцов, который написал их во время нахождения на русско-турецком фронте в 1914 году. Музыка народная.

## Описание
Текст песни «Ты, Кубань, Ты наша Родина» написан в 1914 году на русско-турецком фронте. Стихотворение было впервые опубликовано 12 июня 1915 года («Кубанский казачий вестник») и посвящено «казакам первого Кавказского казачьего полка в память боевой их славы во 2-ю Великую Отечественную войну». Автор слов — полковой священник Константин Образцов, автором написанной вскоре музыки считается казак станицы Сунженской Михаил Петрович Колотилин (род. 1863).
Текст песни написан в виде приветственного послания, коллективного письма на Кубань. Казаки вспоминают «про станицы вольные, про родной отцовский дом» и бьются насмерть с «врагом-басурманином», чтобы жила их святая родина.
Сначала песня исполнялась в небольшом кругу фронтовиков. Через год-два её запели все кубанские подразделения действующей армии. В период гражданской войны она была официальным гимном Кубанской рады и Кубанской народной республики.

## Слова
Гимном Краснодарского края является произведение на слова полкового священника К. Образцова, положенное на народную музыку, в обработке профессора В. Захарченко.
| Слова на русском | Слова на кубанской балачке |
| --- | --- |
| Ты Кубань, ты наша Родина! Вековой наш богатырь! Многоводная, раздольная Разлилась ты вдаль и вширь. Из далеких стран полуденных, Из заморской стороны Бьём челом тебе, родимая, Твои верные сыны. О тебе здесь вспоминаючи, Песню дружно мы поём, Про твои станицы вольные, Про родной отцовский дом. О тебе здесь вспоминаючи, Как о матери родной, На врага, на басурманина, Мы идем на смертный бой. О тебе здесь вспоминаючи, За тебя ль не постоять, За твою ли славу старую Жизнь свою ли не отдать? Мы, как дань свою покорную, От прославленных знамён Шлём тебе, Кубань родимая, До сырой земли поклон. | Ты, Кубань, Витчизно ридна! Виковый наш Богатыр! Хвыли воли, писни доли Ты нэсэш стэпами з гир. Из крайив пивдэнных далэких Из Турэччины, з вийны Щиро головы схиляемо Твойи, матинко, сыны. Мы про тэбэ памьятаючы, Заспиваемо писэнь Про твойи станыци вильнийи, Ридни хаты, мырный дэнь. Мы про тэбэ памьятаючы, Як про матинку свою, З бусурманом, катом-варваром Уси зийдэмось в бою. Мы про тэбэ памьятаючы, Хиба нэ постойимо? За тэбэ и славу прадидив Голову покладэмо. Нибы дань свою покирлыво Вид славетных прапорив Кладэмо Кубани ридний До зэмли похыл сынив. |